# Suzanne Vega
Suzanne Nadine Vega (Santa Mônica, Califórnia, 11 de julho de 1959) é uma cantora estadunidense. Tornou-se conhecida mundialmente com a canção "Luka", presente no álbum Solitude Standing de 1987.

## Vida e início de carreira
Filha de Pat Vega (de origem alemã e sueca) e Richard Peck (de ascendência inglesa, escocesa e irlandesa). O casal se divorciou logo após o nascimento de Suzanne e sua mãe, Pat, casou-se novamente, com um escritor e professor porto-riquenho chamado Edgardo Vega Yunque, também conhecido como Ed Vega. Devido à origem étnica do padrasto, Suzanne cresceu e viveu grande parte de sua juventude em uma região de Manhattan, Nova York, habitada predominantemente por hispânicos.
Por volta de 1968, com nove anos de idade, começou a se interessar por literatura, escrevendo poemas. Com 14 anos, escreveu sua primeira canção.
Tempos depois, se matriculou no notório Fiorello H. LaGuardia High School of Performing Arts, onde estudou dança moderna até meados de 1977.
Suzanne, posteriormente, entrou no Barnard College onde estudou literatura inglesa. Lá, começou a participar de um grupo de cantores, sendo influenciada pelo compositor canadense Leonard Cohen.
Dispondo de apenas um violão, Suzanne apresentava suas canções, como forte influência do folk, em bares situados em Greenwich Village. Algumas vezes, se apresentou no Folk Club, um dos locais em que Bob Dylan se apresentou, nos primeiros anos de sua carreira, entre 1960 e 1961.
Seu bom desempenho nas apresentações lhe propiciaram seu primeiro contrato para gravação, pela gravadora A&M (que já havia se recusado em outras oportunidades), em 1983. O resultado foi seu álbum de estreia homónimo.

### Álbum auto-intitulado
O álbum Suzanne Vega foi lançado em 1985, tendo como produtores Steve Addabbo e Lenny Kaye. Muito elogiado pela crítica especializada nos Estados Unidos, o álbum foi disco de platina no Reino Unido. Em sua terra-natal foram vendidas aproximadamente 200 mil cópias. O clip da canção Marlene on the Wall foi exibido em várias emissoras de televisão, destacando-se o VH1 e a MTV.

### Solitude Standing
A fama mundial veio com o álbum Solitude Standing de 1987, elogiado por crítica e público. A canção Luka, tocou nas rádios do mundo inteiro. Apesar do ritmo alegre e vocal ameno, a letra era triste e falava sobre uma criança que vivia em um apartamento, onde era constantemente agredida fisicamente. No entanto, o teor da letra passou despercebido pelo público de vários países de língua diferente da inglesa onde a música fez sucesso.
Foram vendidas mais de um milhão de cópias, influenciando vários artistas folk, rendendo uma turnê mundial.
A canção Tom's Diner, presente no mesmo álbum, foi remixada anos mais tarde, sem permissão da cantora, por uma dupla de produtores britânicos chamada The DNA Disciples. O álbum Oh Suzanne (com a música) fez muito sucesso o que chamou a atenção da gravadora de Suzanne, A&M, decide processar os dois artistas. A cantora, no entanto, resolve permitir que a canção fosse relançada como um single.

### Days of Open Hand
Lançado em 1990, Days of Open Hand mostrou uma evolução no estilo: de folk para música experimental. Embora o folk ainda estivesse presente, tal mudança não foi bem aceita por público e crítica e, o álbum, teve poucas vendas.
Produzido pelo então namorado de Suzanne, Anton Sanko, o álbum teve a participação do músico Philip Glass.

### 99.9 Fº
No ano de 1992, foi lançado 99.9 Fº (referência aos graus de Fahrenheit). Novamente, houve uma mudança no estilo: o folk foi aliado à música eletrônica. O público e a crítica musical, mais uma vez, criticaram o trabalho da cantora.
Durante esse período de divulgação do álbum, Suzanne se casou com o produtor Mitchell Froom e, dois anos mais tarde, se tornou mãe, com o nascimento de Ruby.

### Nine Objects of Desire
O álbum seguinte, Nine Objects of Desire, foi lançado em 1995. Explorando nas letras uma temática mais simples, como sua vida familiar, por exemplo, o álbum possibilitou uma retomada no sucesso, rendendo mais uma turnê.
A canção Caramel foi trilha sonora do filme The Truth About Cats and Dogs.
Três anos depois, em 1998, Suzanne se divorciou de Mitchel Froom, que estava se relacionando com a cantora Vonda Shepard.

### Songs in Red and Gray
Suzanne Vega só lançaria outro disco três anos depois, em 2001. Songs in Red and Gray retomou o estilo dos dois primeiros álbuns gravados pela cantora, apresentando o folk como essência.
Três canções presentes no disco causaram um pouco de polêmica pois abordavam o rompimento do casamento da cantora.

### Crime and Beauty
Em 2007 saiu o disco Crime and Beauty com canções como Zephyr, Fran&Ava e Unbound.
Em 2014 será lançado um novo CD com canções que tem vindo a cantar nos seus espectáculos ao vivo.

### Coletâneas
Antes e após Songs in Red and Gray, Suzanne lançou duas coletâneas.
A primeira coletânea lançada em 1998 foi Tried & True: The Best of Suzanne Vega. O álbum continha duas composições inéditas: Book & a Cover e Rosemary. Paralelamente, a cantora lança seu primeiro livro, chamado The Passionate Eye.
Lançada em 2003, Retrospective: The Best of Suzanne Vega foi sua segunda coletânea. O álbum teve duas versões: uma britânica (27 canções, entre elas seis gravadas ao vivo) e uma estadunidense (21 canções).
O primeiro DVD de Suzanne, contendo o mesmo título deste último álbum foi lançado contendo 52 músicas.

## Portugal
Em 9 de Julho de 2008 Suzanne Vega actuou no Teatro Municipal da Guarda e em 25 de Outubro de 2010 actuou no Hard Rock Café lisboeta.

## Discografia

### Álbuns
- 1985 Suzanne Vega
- 1987 Solitude Standing
- 1990 Days of Open Hand
- 1992 99.9 Fº
- 1996 Nine Objects of Desire
- 1998 Tried & True: The Best of Suzanne Vega
- 2001 Songs in Red and Gray
- 2003 Retrospective: The Best of Suzanne Vega
- 2007 Beauty & Crime
- 2014 Tales from the Realm of the Queen of Pentacles
- 2016 Lover, Beloved: Songs from an evening with Carson McCullers
- 2020 An Evening Of New York Songs And Stories
- 2025 Flying with Angels

### Singles
- 1985 "Marlene on the Wall"
- 1985 "Small Blue Thing"
- 1985 "Knight Moves"
- 1986 "Marlene on the Wall" (segunda gravação)
- 1986 "Left of Centre"
- 1986 "Gypsy"
- 1987 "Luka"
- 1987 "Tom's Diner"
- 1987 "Solitude Standing"
- 1990 "Book of Dreams"
- 1990 "Tired of Sleeping"

### DVDs
- 2003: Retrospective: The Best of Suzanne Vega